# Australian Open 2016 - Doppio femminile in carrozzina
Yui Kamiji e Jordanne Whiley erano le campionesse in carica, ma Yui Kamiji ha partecipato a questa edizione con Marijolein Buis, mentre Jordanne Whiley con Lucy Shuker, quest'ultime eliminate in semifinale.
Proprio il duo nippo-olandese si è aggiudicato il titolo battendo in finale Jiske Griffioen e Aniek Van Koot per 6-2, 6-2.

## Teste di serie
1. Jiske Griffioen /  Aniek Van Koot (finale)
2. Marjolein Buis /  Yui Kamiji (campionesse)

## Tabellone

### Legenda
| - Q = Qualificato - WC = Wild card - LL = Lucky loser | - ALT = Alternate - SE = Special Exempt - PR = Protected Ranking | - w/o = Walkover - r = Ritirato - d = Squalificato |

|  | Semifinali | Semifinali                           | Semifinali                           | Semifinali | Semifinali |  |  | Finale | Finale                         | Finale                         | Finale | Finale |  |
|  |            |                                      |                                      |            |            |  |  |        |                                |                                |        |        |  |
|  | 1          | Jiske Griffioen Aniek Van Koot       | 7                                    | 4          | 6          |  |  |        |                                |                                |        |        |  |
|  |            | Jordanne Whiley Lucy Shuker          | 6(5)                                 | 6          | 3          |  |  | 1      | Jiske Griffioen Aniek Van Koot | Jiske Griffioen Aniek Van Koot | 2      | 2      |  |
|  |            | Kgothatso Montjane Sabine Ellerbrock | Kgothatso Montjane Sabine Ellerbrock | 4          | 5          |  |  | 2      | Marjolein Buis Yui Kamiji      | Marjolein Buis Yui Kamiji      | 6      | 6      |  |
|  | 2          | Marjolein Buis Yui Kamiji            | Marjolein Buis Yui Kamiji            | 6          | 7          |  |  |        |                                |                                |        |        |  |